# Croatie aux Jeux olympiques d'hiver de 2006
Cet article contient des informations sur la participation et les résultats de la Croatie aux Jeux olympiques d'hiver de 2006 à Turin en Italie. La Croatie était représentée par 24 athlètes.

## Médailles
|         | Médaille d'or, Jeux olympiques | Médaille d'argent, Jeux olympiques | Médaille de bronze, Jeux olympiques | Total |
| ------- | ------------------------------ | ---------------------------------- | ----------------------------------- | ----- |
| Croatie | 1                              | 2                                  | 0                                   | 3     |

- Liste des vainqueurs d'une médaille (par ordre chronologique)
  - Ivica Kostelić  en ski alpin combiné H Résultats
  - Janica Kostelić  en ski alpin combiné F Résultats
  - Janica Kostelić  en ski alpin Super G F Résultats

## Épreuves

### Biathlon
- Petra Starcevic

### Bobsleigh
- Jurica Grabusic
- Slaven Krajacic
- Alek Osmanovic
- Ivan Sola
- Dejan Vojnovic

### Patinage artistique
- Idora Hegel

### Skeleton
- Nikola Nimac

### Ski alpin
- Matea Ferk
- Nika Fleiss
- Ana Jelušić
- Ivica Kostelić
- Janica Kostelić
- Danko Marinelli
- Ivan Olivari
- Ivan Ratkić
- Dalibor Samsal
- Yvonne Schnock
- Tin Siroki
- Natko Zrncic-Dim

### Ski de fond
- Alen Abramovic
- Damir Jurcevic
- Maja Kezele
- Denis Klobucar